# Herbert Snorrason
Herbert Snorrason (18 oktober 1985) is een IJslands historicus en activist. Hij was lid van WikiLeaks, de website die geheime documenten liet uitlekken, maar stapte over naar het project OpenLeaks. Op internet is hij bekend onder het pseudoniem 'Anarchodin'.

## Loopbaan
In juli 2009 publiceerde WikiLeaks een lijst met de grootste debiteuren van de IJslandse Kaupthing Bank. Op dat moment raakte Snorrason betrokken bij WikiLeaks. Enkele maanden later nodigde hij Julian Assange en Daniel Domscheit-Berg uit om te spreken op een conferentie in IJsland. In december 2009 werkte Snorrason een maand lang voor WikiLeaks. In 2010 verliet hij WikiLeaks en stapte mee in het project OpenLeaks.

## OpenLeaks

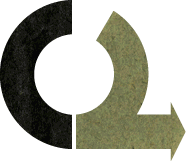
Logo OpenLeaks

Samen met Daniel Domscheit-Berg en andere oud-medewerkers van WikiLeaks begon Snorrason aan een nieuw project, OpenLeaks. Snorrason en enkele anderen verlieten WikiLeaks uit ontevredenheid en onenigheid over de manier waarop WikiLeaks georganiseerd zou moeten zijn. Met het rivaliserende project OpenLeaks worden vertrouwelijke documenten beschikbaar gesteld voor de media, in plaats van voor iedereen. In tegenstelling tot WikiLeaks werkt OpenLeaks dus samen met derden, die de mogelijkheid hebben om documenten te analyseren en publiceren.